# Dingy-Saint-Clair
Dingy-Saint-Clair é uma comuna francesa na região administrativa de Auvérnia-Ródano-Alpes, no departamento da Alta Saboia. Estende-se por uma área de 34.12 km². Em 2010 a comuna tinha 1 485 habitantes (densidade: 43,5 hab./km²).